# 뉴욕 지하철 2호선

노선도

뉴욕 지하철 2호선은 뉴욕 지하철의 서비스 경로이다. 색상은 빨간색으로, IRT 브로드웨이-7번로 선 (Broadway–Seventh Avenue Line)을 급행으로 운행한다. 웨이크필드-241번가 역 (브롱크스)에서 플랫부쉬 애비뉴-브루클린 대학 (브루클린)까지 이어진다.